# Tomave
Tomave es una localidad y municipio de Bolivia, ubicado en la provincia de Quijarro del departamento de Potosí. El municipio tiene una superficie de 8.242 km² y cuenta con una población de 14.789 habitantes (según el Censo INE 2012).

## Historia
Durante la Guerra del Pacífico, en 1879, Tomave sirvió como cuartel general de la Quinta División del Ejército de Bolivia, comandado por el general Narciso Campero. Luego, Aniceto Arce tuvo minas de plata en la región de Tomave, y además sirvió como paso obligado para el transporte de minerales desde Potosí hasta el puerto de Antofagasta, en Chile.
El municipio fue creado mediante Ley de la República 323 el 27 de enero de 1967, durante el gobierno de René Barrientos Ortuño.

## Ubicación
El municipio de Tomave es uno de los tres municipios de la provincia Quijarro. Limita al norte, al oeste y al sur con el municipio de Uyuni, en el sureste de la provincia de Nor Chichas, al este con la provincia de Linares, y al noreste con el municipio de Porco y la provincia de Frías.

## Geografía
Tomave está ubicado en el Altiplano en el centro de Bolivia en el borde noreste de la Cordillera de Chichas. Topográficamente, el municipio tiene paisajes altos, ondulado a escarpado, que han sido disectados por muchos riachuelos pequeños que forman las cabeceras del río Pilcomayo, con laderas escarpadas y una altitud promedio de 3.000 a 4.500 m s. n. m.
La temperatura media en la región es de aproximadamente 11 °C (ver gráfico climático Potosí), las temperaturas medias mensuales varían entre los 8 °C en junio / julio y más de 13 °C de noviembre a marzo. La precipitación anual es de sólo 350 mm, con una marcada estación seca, de abril a octubre, con precipitaciones mensuales 0-15 mm, y un corto tiempo la humedad. De diciembre a febrero las precipitaciones mensuales de aproximadamente 70 mm

## Demografía
De acuerdo con el censo boliviano de 2012, la población del municipio de Tomave es de 14 789 habitantes.
La población del municipio aumentó entre 1992 y 2012:
| Año  | Habitantes (municipio) | Habitantes (localidad) | Fuente |
| ---- | ---------------------- | ---------------------- | ------ |
| 1992 | 11.999                 | 153                    | Censo  |
| 2001 | 12.764                 | 387                    | Censo  |
| 2012 | 14.789                 | 661                    | Censo  |

La densidad de población del municipio era de 1,5 personas / km ² en el censo de 2001, la proporción de población urbana es de 0 %.
La esperanza de vida de los recién nacidos es de 56 años.
La tasa de alfabetización entre los mayores de 19 años de edad es del 71 %, y que el 89 % de los hombres y 55 % entre las mujeres. (2001)

### Etnias
Las personas son en su mayoría indígenas, ciudadanos de ascendencia quechua.
- Quechua: 93,1%
- Aimara: 3,2 %
- Guaraní, Chiquitano, Moxeño: 0,1%
- No es indígena: 3,5 %
- Otros grupos indígenas: 0,2%

## División Política
El municipio se componía de los siguientes cantones:
- Apacheta
- Calasaya
- Opoco
- San Francisco de Tarana
- Tacora
- Tica Tica
- Tolapampa
- Tomave
- Ubiña
- Viluyo
- Yura
- Cuchagua

## Transporte
Tomave se encuentra a 134 kilómetros por carretera al suroeste de Potosí, la capital departamental.
La ruta troncal Ruta 5 conduce desde Potosí a través de los pueblos de Porco, Chaquilla y Yura hasta Ticatica y por Pulacayo hasta Uyuni en el Salar de Uyuni. En Ticatica, un camino de tierra se bifurca en dirección noroeste desde la Ruta 5 y conduce río arriba once kilómetros hasta Tomave.